# Droga wojewódzka nr 293
Droga wojewódzka nr 293 (DW293) – droga wojewódzka o długości 19 km, łącząca DW292 w Bytomiu Odrzańskim z DW297 w Borowie.

## Miejscowości leżące przy trasie DW293
- Borów
- Nowe Miasteczko
- Bytom Odrzański